# Wereldkampioenschappen schermen 1986
De 35ste wereldkampioenschappen schermen werden gehouden in Sofia, Bulgarije van 25 juli tot 3 augustus 1986. De organisatie lag in de handen van de FIE.

## Resultaten

### Mannen
| Discipline         | Goud                                                                     | Goud           | Zilver                                                                                 | Zilver         | Brons                                                                                    | Brons                          |
| ------------------ | ------------------------------------------------------------------------ | -------------- | -------------------------------------------------------------------------------------- | -------------- | ---------------------------------------------------------------------------------------- | ------------------------------ |
| Floret individueel | Andrea Borella                                                           | Italië         | Tulio Diaz                                                                             | Cuba           | Mauro Numa                                                                               | Italië                         |
| Degen individueel  | Philippe Riboud                                                          | Frankrijk      | Miklos Bodoczy                                                                         | Roemenië       | Olivier Lenglet                                                                          | Frankrijk                      |
| Sabel individueel  | Sergej Mindirgasov                                                       | Sovjet-Unie    | Imre Bujdosó                                                                           | Hongarije      | Vassili Etropolski                                                                       | Bulgarije                      |
| Floret ploegen     | Mauro Numa Andrea Cipressa Andrea Borella Federico Cervi                 | Italië         | Harald Hein Matthias Behr Klaus Reichert Thorsten Weidner Ulrich Schreck               | West-Duitsland | Jens Howe Ingo Weißenborn Udo Wagner Adrian Germanus Aris Enkelmann                      | Duitse Democratische Republiek |
| Degen ploegen      | Alexander Pusch Achim Bellmann Volker Fischer Thomas Gerull Arnd Schmitt | West-Duitsland | Vitali Ageyev Sergueï Kravtchouk Andrei Sjoevalov Aleksandr Mozjajev Mikhail Tisjko    | Sovjet-Unie    | Sandro Cuomo Roberto Manzi Stefano Bellone Angelo Mazzoni Maurizio Randazzo              | Italië                         |
| Sabel ploegen      | Andrej Alsjan Georgi Pogossov Sergej Mindirgasov Viktor Krovopoeskov     | Sovjet-Unie    | Janusz Olech Robert Kościelniakowski Andrzej Kostrzewa Jarosław Koniusz Tadeusz Piguła | Polen          | Hristo Etropolski Vasil Etropolski Gueorgui Tchomakov Marin Ivanov Nikolay Marintchechki | Bulgarije                      |

### Vrouwen
| Discipline         | Goud                                                                | Goud           | Zilver                                                                                    | Zilver         | Brons                                                                          | Brons          |
| ------------------ | ------------------------------------------------------------------- | -------------- | ----------------------------------------------------------------------------------------- | -------------- | ------------------------------------------------------------------------------ | -------------- |
| Floret individueel | Anja Fichtel                                                        | West-Duitsland | Sabine Bau                                                                                | West-Duitsland | Olga Vostschakina                                                              | Sovjet-Unie    |
| Floret ploegen     | Valentina Sidorova Olga Velitsjko Olga Vosjtsjakina Marina Soboleva | Sovjet-Unie    | Margherita Zalaffi Annapia Gandolfi Giovanna Trillini Lucia Traversa Francesca Bortolozzi | Italië         | Sabine Bau Anja Fichtel Sabine Bischoff Christiane Weber Zita-Eva Funkenhauser | West-Duitsland |

## Medaillespiegel
| Plaats | Land           | Goud | Zilver | Brons | Totaal |
| 1      | Sovjet-Unie    | 3    | 1      | 1     | 5      |
| 2      | West-Duitsland | 2    | 2      | 1     | 5      |
| 3      | Italië         | 2    | 1      | 2     | 5      |
| 4      | Frankrijk      | 1    | 0      | 1     | 2      |
| 5      | Cuba           | 0    | 1      | 0     | 1      |
| 5      | Hongarije      | 0    | 1      | 0     | 1      |
| 5      | Polen          | 0    | 1      | 0     | 1      |
| 5      | Roemenië       | 0    | 1      | 0     | 1      |
| 9      | Bulgarije      | 0    | 0      | 2     | 2      |
| 10     | Oost-Duitsland | 0    | 0      | 1     | 1      |
| Totaal | Totaal         | 8    | 8      | 8     | 24     |

1937 · 1938 · 1947 · 1948 · 1949 · 1950 · 1951 · 1952 · 1953 · 1954 · 1955 · 1956 · 1957 · 1958 · 1959 · 1961 · 1962 · 1963 · 1965 · 1966 · 1967 · 1969 · 1970 · 1971 · 1973 · 1974 · 1975 · 1977 · 1978 · 1979 · 1981 · 1982 · 1983 · 1985 · 1986 · 1987 · 1988 · 1989 · 1990 · 1991 · 1992 · 1993 · 1994 · 1995 · 1997 · 1998 · 1999 · 2000 · 2001 · 2002 · 2003 · 2004 · 2005 · 2006 · 2007 · 2008 · 2009 · 2010 · 2011 · 2012 · 2013 · 2014 · 2015 · 2016 · 2017 · 2018 · 2019 · 2022 · 2023